# 韦斯娜·巴伊库沙
韦斯娜·巴伊库沙（1970年5月21日—），波斯尼亚和黑塞哥维那女子篮球运动员，司职得分后卫。她曾代表南斯拉夫国家队参加1988年夏季奥林匹克运动会篮球比赛，获得一枚银牌。